# Janusz Tymowski
Janusz Tymowski, ps. Ernest, Jaworski, Skierko (ur. 1 września 1902 w Lublinie, zm. 23 maja 1992 w Warszawie) – porucznik czasu wojny, polski inżynier mechanik, w latach 1940–1943 szef przemysłu wojennego AK, uczestnik powstania warszawskiego, od 1955 profesor Politechniki Warszawskiej.

## Życiorys
Urodził się w rodzinie Józefa Ernesta Tymowskiego h. Sas (1872–1911), inżyniera leśnika i geodety, i Jadwigi z Truchlińskich (1882–1966). Był najstarszym bratem Ireny (1904–1990), Jarosława Józefa (1905–1951) i Jadwigi (1907–1964). W maju 1920 ukończył Gimnazjum im. Stefana Batorego w Lublinie. W 1920 jako ochotnik służył w 7 pułku ułanów. Dyplom inżyniera uzyskał na Wydziale Mechanicznym Politechniki Warszawskiej w 1926, a następnie był w Paryżu na praktyce. Od 1927 pracował w polskim przemyśle zbrojeniowym. Najpierw w fabryce broni w Radomiu jako konstruktor, a od 1930 w Państwowej Fabryce Karabinów w Warszawie jako kierownik wydziału. Od 1932 szef Wydziału Inspekcji w Fabryce Broni w Radomiu. W latach 1936–37 dyrektor techniczny Fabryki Amunicji „Pocisk” w Rembertowie. Od grudnia 1937 do września 1939 szef produkcji, następnie dyrektor techniczny w Zakładach Południowych w Nisku, Zakładzie Mechanicznym (Huta Stalowa Wola).
Po wybuchu wojny osiedlił się z rodziną w Lublinie, gdzie w latach 1939–43 pracował w Fabryce Maszyn Rolniczych „Plon” jako inżynier warsztatowy. Od 1939 był w konspiracji jako szef Wydziału Wojskowego przy Okręgowej Delegaturze Rządu RP na woj. lubelskie. Później w Biurze Przemysłu Wojennego KG ZWZ–AK był szefem Wydziału Broni, a od października 1943 szefem Biura Wojskowego Przemysłu i Handlu w Szefostwie Biur Wojskowych KG AK. Był jednocześnie w 1944 zastępcą szefa Wydziału (Oddziału) Produkcji Konspiracyjnej KG AK. Został przydzielony w powstaniu warszawskim do III rzutu KG AK oraz brał czynny udział w produkcji granatów. Po upadku powstania osadzony najpierw w obozie jenieckim Stalag 344 Lamsdorf [Łambinowice], następnie w obozie jenieckim Oflag II D Gross Born Westfalenhof [Borne Sulinowo]; w styczniu 1945 ewakuowany pieszo przez Niemców do obozu Sandbostel [ok. 650 km].
W końcu kwietnia 1945 wyzwolony przez wojska brytyjskie, prowadził dział szkolenia zawodowego dla Polaków i tzw. dipisów w zachodniej strefie okupacyjnej Niemiec, pracował w dziale poszukiwania zaginionych PCK oraz w Polskiej Misji Wojskowej przy dowództwie Brytyjskiej Armii Renu.
Powrócił do kraju w grudniu 1945, a od 1946 był dyrektorem naczelnym Wytwórni Wagonów i Mostów w Chorzowie. Dyrektor naczelny Dyrekcji Budowy Maszyn Ciężkich w 1947, a następnie był w Centralnym Zarządzie Przemysłu Metalowego dyrektorem technicznym. W latach 1947–1948 należał do PPR, od 1948 roku był członkiem PZPR. Dyrektor techniczny od 1949 Zjednoczenia Maszyn Budowlanych. W latach 1951–1955 był dyrektorem technicznym Zakładów Mechanicznych „Ursus”.
Pracownik naukowy Politechniki Warszawskiej w latach 1952–1972. Po otrzymaniu tytułu profesora był kierownikiem katedry technologii budowy maszyn. Prorektor PW w latach akademickich 1959/60–1961/2. Od 1972 był na emeryturze. W 1990 został laureatem tytułu doktora honoris causa Politechniki Warszawskiej.
Prezes Zarządu Głównego Naczelnej Organizacji Technicznej w latach 1957–1960. Przewodniczący Rady Głównej NOT w latach 1960–1966. Pierwszy przewodniczący Komitetu Głównego Olimpiady Wiedzy Technicznej w latach 1974–1992. Honorowy Prezes NOT.
Inicjator udziału polskich studentów uczelni technicznych w wymianie praktyk w ramach IAESTE (International Association for Exchange of Students for Technical Experience) i przewodniczący Polskiego Komitetu IAESTE w latach 1959–1968.
W 1965 powołany na pełnomocnika Ministra Szkolnictwa Wyższego dla spraw wykorzystania telewizji w nauczaniu w szkołach wyższych – początki przedsięwzięcia znanego później jako „Politechnika telewizyjna”.
Członek założyciel Polskiego Towarzystwa Historii Techniki (PTHT) w 1983. Współinicjator opracowania „Słownika biograficznego techników polskich” i przewodniczący Rady Programowej Słownika. 
Członek i uczestnik dyskusji w Radzie Konsultacyjnej przy Przewodniczącym Rady Państwa w okresie jej Istnienia (1986−1989).
Autor ponad 200 artykułów, 30 referatów i kilkunastu książek, w tym „Technologia budowy maszyn” oraz „Automatyzacja procesów technologicznych w przemyśle maszynowym”.
W 1928 ożenił się z Marią Natalią z Osuchowskich h. Gozdawa (1903–1975). Mieli sześcioro dzieci: Jerzego (ur. 1929), Marię (1933–2004), Ewę (ur. 1940), Jana (ur. 1942), Jarosława (ur. 1948) i Zofię Urszulę (ur. 1950).
Zmarł w Warszawie, pochowany na cmentarzu Powązkowskim (kwatera 41-1-18).

## Stanowiska
- 1927 konstruktor w Fabryce Broni w Radomiu,
- 1930 kierownik wydziału w Państwowej Fabryce Karabinów w Warszawie,
- 1932 szef Wydziału Inspekcji w Fabryce Broni w Radomiu,
- 1936–1937 dyrektor techniczny Fabryki Amunicji w Rembertowie,
- 1937–1939 szef produkcji, następnie dyrektor techniczny Huty Stalowa Wola,
- 1939–1943 inżynier warsztatowy w Fabryce Maszyn Rolniczych „Plon”,
- 1939 szef Wydziału Wojskowego przy Okręgowej Delegaturze Rządu RP (na woj. lubelskie),
- szef Wydziału Broni w Biurze Przemysłu Wojennego KG ZWZ–AK,
- 1943 szef Biura Wojskowego Przemysłu i Handlu w Szefostwie Biur Wojskowych KG AK,
- 1944 zastępca szefa Wydziału (Oddziału) Produkcji Konspiracyjnej KG AK,
- 1946 dyrektor naczelny w Wytwórni Wagonów i Mostów w Chorzowie,
- 1947 dyrektor naczelny w Dyrekcji Budowy Maszyn Ciężkich,
- dyrektor techniczny w Centralnym Zarządzie Przemysłu Metalowego,
- 1949 dyrektor techniczny Zjednoczenia Maszyn Budowlanych,
- 1951–1955 dyrektor techniczny w Zakładach Mechanicznych „Ursus”,
- 1952–1972 pracownik naukowy Politechniki Warszawskiej,
- kierownik katedry Technologii Budowy Maszyn na Wydziale Mechanicznym Technologicznym PW.

## Ordery i odznaczenia
- Order Sztandaru Pracy I klasy[4]
- Krzyż Komandorski z Gwiazdą Orderu Odrodzenia Polski
- Order Sztandaru Pracy II klasy[4]
- Krzyż Oficerski Orderu Odrodzenia Polski[4]
- Krzyż Walecznych
- Złoty Krzyż Zasługi z Mieczami[2]
- Złoty Krzyż Zasługi[4]
- Srebrny Krzyż Zasługi z Mieczami[2]
- Srebrny Krzyż Zasługi[4]
- Medal 30-lecia Polski Ludowej[4]
- Medal 10-lecia Polski Ludowej (19 stycznia 1955)[10]
- Medal Komisji Edukacji Narodowej (1967)[11]